# Quincampoix-Fleuzy
Quincampoix-Fleuzy is een gemeente in het Franse departement Oise (regio Hauts-de-France) en telt 428 inwoners (2004). De plaats maakt deel uit van het arrondissement Beauvais.

## Geografie
De oppervlakte van Quincampoix-Fleuzy bedraagt 9,2 km², de bevolkingsdichtheid is 46,5 inwoners per km².
De onderstaande kaart toont de ligging van Quincampoix-Fleuzy met de belangrijkste infrastructuur en aangrenzende gemeenten.

## Demografie
Onderstaande figuur toont het verloop van het inwonertal (bron: INSEE-tellingen).